# Cornelis de Vos

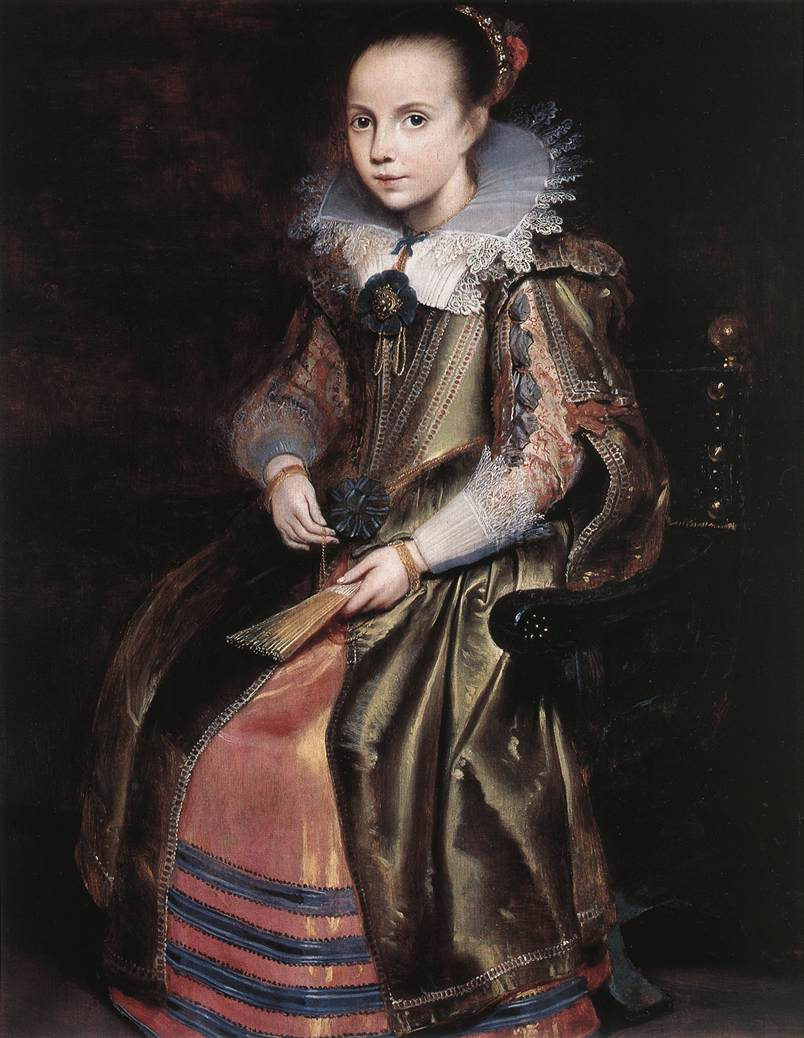
Cornelis de Vos, Elisabeth Vekemans als meisje, 1625, Olieverf op paneel, 123 x 93,4cm, Museum Mayer van den Bergh, Antwerpen

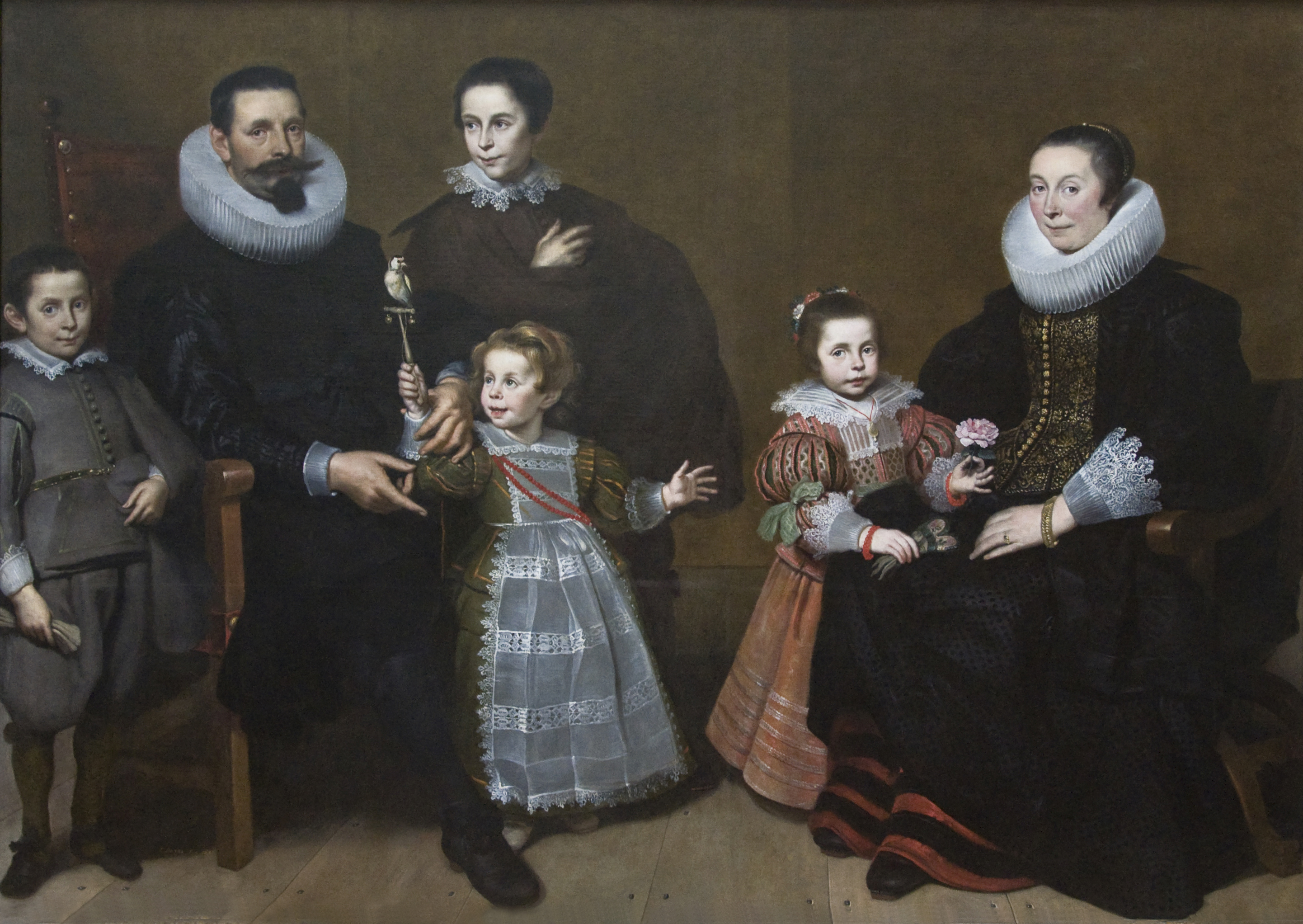
Cornelis de Vos, Portret van een familie, 1631, in het Koninklijk Museum voor Schone Kunsten Antwerpen

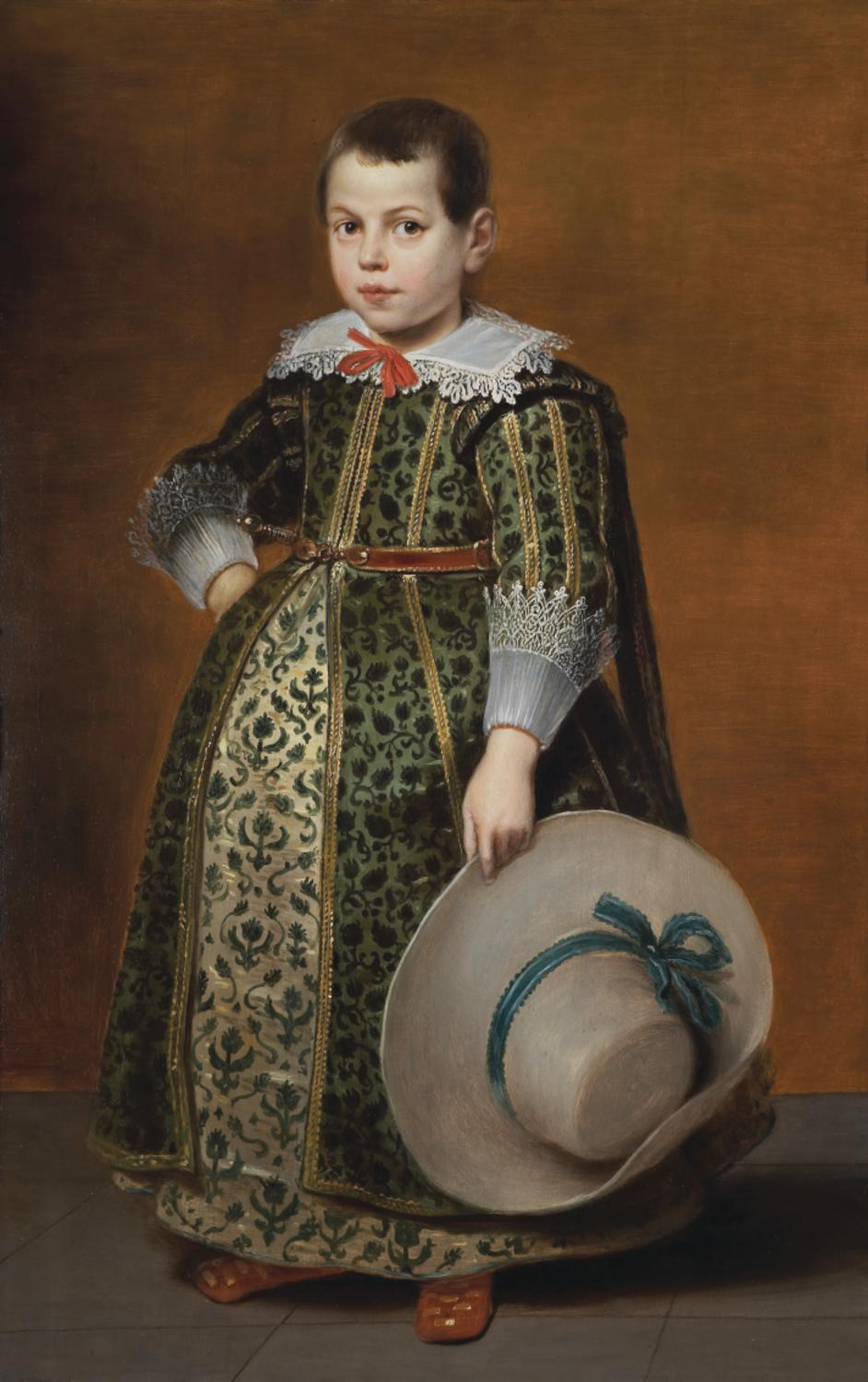
Cornelis de Vos, Portret van Jan Vekemans. - Collectie Koning Boudewijnstichting (Erfgoedfonds). - Museum Mayer van den Bergh.

Cornelis de Vos (Hulst, 1584 – Antwerpen, 9 mei 1651) was een Vlaamse barokschilder.
Cornelis de Vos werd in 1584/1585 te Hulst geboren. Zijn ouders verhuisden in 1596 met het ganse gezin, dat vier zonen en één dochter telde, naar Antwerpen. Op 15-jarige leeftijd, in 1599, ging Cornelis de Vos in de leer bij David Remeeus (1559-1616). David Remeeus was voornamelijk bekend als vergulder, decoratieschilder en kunsthandelaar. Zijn artistieke reputatie was gering. Belangrijk was dat Cornelis de Vos door Remeeus in contact kwam met de kunsthandel, wat hem zijn verder leven zou bezighouden. In 1608 werd De Vos als vrijmeester opgenomen in het Sint-Lucasgilde. In 1619 werd De Vos deken bij het Sint-Lucasgilde, amper een jaar later werd hij benoemd tot opperdeken, wat er op wijst dat hij hoog aangeschreven stond. Hij stierf op 9 mei 1651 en werd in de kathedraal van Antwerpen begraven. Cornelis de Vos werd voornamelijk geroemd op zijn portretkunst, maar ook om zijn historiewerken.

## Samenwerking met Rubens
Er resten nog een aantal belangrijke onbeantwoorde vragen in het onderzoek naar Cornelis de Vos. De vraag kan gesteld worden waarom Rubens slechts een aantal keer met De Vos heeft samengewerkt, hoewel hij met diens broer Paul de Vos, met Snijders en Wildens meerdere malen heeft samengewerkt. Hun samenwerking uitte zich uitsluitend in het individueel realiseren van schilderijen naar een ontwerp van Rubens of het kopiëren van enkele van diens werken. Het is bekend dat Cornelis de Vos zich inspireerde op Rubens’ stijl en techniek. In dit artikel wordt onderzocht op welke manier Cornelis de Vos de stijl en techniek van Rubens overnam, hoe hij daarbij te werk ging en in welke van zijn schilderijen deze invloed tot uiting kwam. Tot slot zal dieper ingegaan worden op de vraag of deze overname van invloed was op de samenwerking met Rubens.
Cornelis de Vos maakte deel uit van een kunstenaarsfamilie, wat vaak voorkwam. In 1617 huwde hij met Susanna Cock. Zij was de halfzus van Jan Wildens. De Vos’ zus Margaretha huwde met Frans Snijders in 1611. Snijders was, net zoals Wildens, actief als medewerker in het atelier van Rubens. Ook het succes van zijn eigen broer Paul droeg bij tot de vorming van een artistiek milieu rond Cornelis de Vos. Het is bekend dat Jan Wildens en Frans Snijders op een geroutineerde manier ingeschakeld waren in het atelier van Rubens rond het tweede decennium van de 17de eeuw. Vermoedelijk hebben Wildens en Snijders Cornelis de Vos tussen 1610 en 1617/18 geïntroduceerd in het atelier van Rubens.
De eerste bekende samenwerking met Rubens situeert zich in 1617/1618 wanneer Cornelis de Vos twee schilderijen maakt voor de cyclus van de vijftien Mysteriën van de Rozenkrans voor de Antwerpse Sint-Pauluskerk, die uit het tweede kwart van de 16de eeuw stamt. De uitvoering van de cyclus werd naar alle waarschijnlijkheid door Rubens gecoördineerd. De opdracht, gegeven door de kloosterorde der dominicanen, werd uitgevoerd door elf van de beste schilders uit Antwerpen, onder andere Hendrik van Balen, David I Teniers, Anthony van Dyck en Jacob Jordaens, en kennelijk was de Vos' reputatie toen reeds dermate gevestigd dat ook op hem een beroep werd gedaan.
Het werk Geboorte van Christus is met zekerheid van de hand van Cornelis de Vos. Stilistisch leunt het werk Opdracht in de tempel zo aan bij het vorige vermelde werk dat dit werk ook wordt toegeschreven aan De Vos. Het is echter ook erg opvallend dat De Vos hier een poging heeft ondernomen om zijn werken te laten aansluiten bij de stijl van Rubens. De compositie van Geboorte van Christus is een spiegeling van een gelijknamig werk van de hand van Rubens. Ook Opdracht in de tempel is een spiegeling van het rechterluik van het altaarstuk De Kruisafneming van Rubens in de kathedraal van Antwerpen (1612/14). Een spiegeling was in die tijd geen kopie, maar beantwoordde net aan de normen van originaliteit: het ontlenen van motieven en elementen van andere kunstenaars was toegelaten op voorwaarde dat men deze op een persoonlijke manier interpreteerde. Spiegelen was hier een van. Ook de opbouw, de afzonderlijke motieven, de interactie van de personages, de belichting en de kleurbehandeling zijn Rubensiaans van inslag. De Vos moet reeds eerder contact hebben gehad met het atelier van Rubens. Dat toont die uitwerking aan van de hierboven vermelde motieven rechtstreeks ontleend aan Rubens’ werk. Sommige zijn zo letterlijk nagevolgd van Rubens dat het bijna niet anders kan dan dat hij een persoonlijk contact had met Rubens’ atelier.
In 1634/1635 doet het Antwerpse stadsbestuur beroep op Cornelis de Vos bij de Blijde Intrede (Pompa Introitus) van kardinaal-infant Ferdinand te Antwerpen in 1635. Cornelis de Vos stond, samen met Jacob Jordaens, in voor de decoratie van de Philippusboog, waarvoor De Vos twaalf vorstenportretten diende te realiseren naar het voorbeeld van Rubens. Hiervan zijn er acht bewaard gebleven. Rubens bracht achteraf de nodige correcties aan. Financieel was dit een van de meest gunstige opdrachten van Cornelis de Vos.
Vermoedelijk werden deze na het afbreken van de triomfboog teruggebracht naar portretten te halven lijve. De portretten zijn gerealiseerd naar voorbeelden die Rubens zelf rond 1616 maakte. Deze zijn echter verloren gegaan.

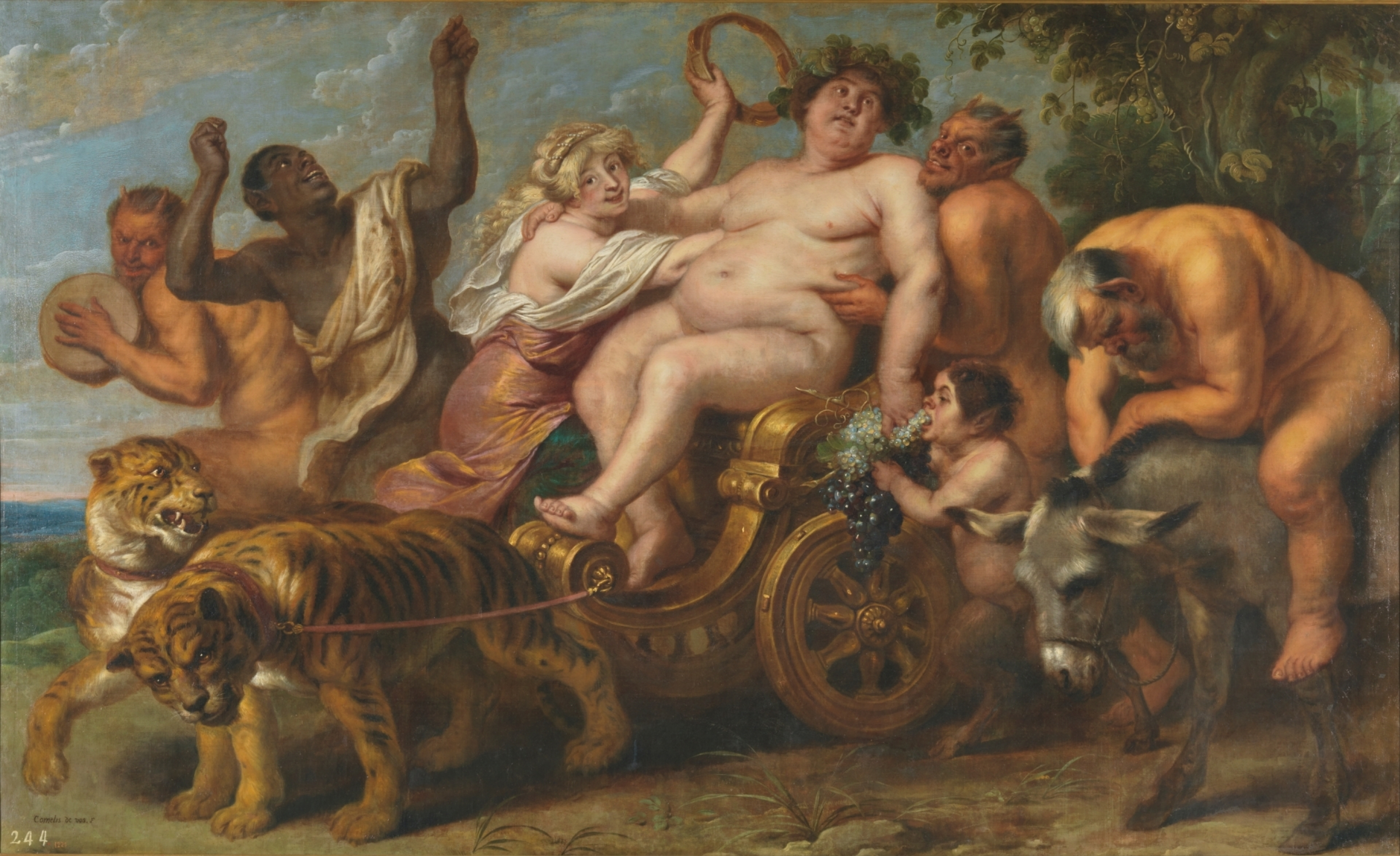
De Triomf van Bacchus

Twee jaar later, tussen 1636 en 1638, vroeg Rubens aan Cornelis de Vos om mee te werken aan de decoratie van de Torre de la Parada, het jachtslot van Philips IV bij Madrid. Rubens werkte ook met andere befaamde Antwerpse meesters samen zoals Jacob Jordaens, Erasmus Quellinus, Theodoor van Thulden en Jan Boeckhorst. Rubens heeft, in tegenstelling tot bij de decoratie van de Pompa Introitus, hier de medewerkers zelf uitgekozen. De Vos krijgt de opdracht vijf werken te realiseren naar Rubens’ ontwerpen. Deze ontwerpen zijn gebaseerd op scènes uit de Metamorphoses van Ovidius waarop bijna gans de cyclus van decoratie gebaseerd is. Rubens heeft geen retouches uitgevoerd aan de werken. Dit kon te maken hebben met geld- en tijdgebrek. Hij realiseerde drie werken die heden in het Prado te Madrid hangen: Apollo en Python, De Geboorte van Venus en De Triomf van Bacchus. De overige twee werken Danaë en de Gouden Regen en Perseus en Andromeda zijn echter verdwenen. Opvallend is dat De Vos’ werken Venetiaans van inslag zijn: het pastoraal, landschappelijk karakter in Apollo en Python is duidelijk merkbaar. Dit is ook merkbaar in andere historiewerken die De Vos in dezelfde periode heeft gerealiseerd. Deze invloed werd algemeen merkbaar rond 1630, ook in het werk van Rubens. De dunne penseelvoering die een transparant effect bekomt, is ook rechtstreeks ontleend aan Rubens.
Het is ook bekend dat Rubens meermaals Cornelis de Vos vroeg om kopieën te maken. Bijvoorbeeld bij de verkoop in 1626 van Rubens’ verzameling kunstwerken aan de hertog van Buckingham ontving De Vos 40-48 gulden (‘betaelt aen Cornelis De Vos voor twee copijen die begrepen zyn onder de paeceelen als vore vercocht aenden heere Hertoghe van Bucquingam’ ) voor het maken van twee kopieën van schilderijen. Ook verwees Rubens vaak klanten voor portretten door naar hem.
Ook op het gebied van technische voorbereiding inspireerde De Vos zich op Rubens. Hij hanteerde een techniek die voor het eerst door Rubens op grote schaal werd toegepast, namelijk het voorbereiden van een werk in een olieverfmodello.
Er moet tussen Cornelis de Vos en Rubens en zijn atelier een innig contact geweest zijn rond de jaren 1620 en eind jaren 1630. De letterlijke navolging van motieven kan alleen maar tot stand komen door een persoonlijke relatie met zijn atelier.
Opmerkelijk is dat De Vos’ portretkunst een eigen stijl weergeeft, in niets gelijkend op Rubens. Zijn historiewerken daarentegen zijn volledig schatplichtig aan vormelijke en technische eigenschappen van Rubens’ werk.

## Bibliografische referenties

### Boeken
- ALPERS S., The decoration of the Torre de la Parada, Londen, Phaidon, 1997.
- GREINDL E., Corneille de Vos, Brussel, Editions de la librairie Encyclopedique, 1944.
- KOSLOW S., Frans Snyders. Stilleven-en dierenschilder 1579-1657, Antwerpen, Mercatorfonds, 1995.
- MULS J., Cornelis de Vos: schilder van Hulst, Antwerpen, Standaard Boekhandel, s.d..
- Sint-Paulus-Info. Wetenschappelijk tijdschrift van de Sint-Paulusvrienden. Bouwstoffen voor de geschiedenis van de Antwerpse Sint-Pauluskerk. 72 nummers (1982 tot 2009).
- SIRJACOBS Raymond. Sint-Pauluskerk Antwerpen. Historische Gids (Tweede volledig herwerkte druk 2001).
- SIRJACOBS Raymond. Antwerpen Sint-Pauluskerk. Rubens en de Mysteries van de Rozenkrans. (Nederlands, Frans, Duits, Engels) (2004).
- SIRJACOBS Raymond. Antwerpen Sint-Pauluskerk en Schatkamer. Vijftig hoogtepunten(2008).
- VAN DER STIGHELEN K., De portretten van Cornelis de Vos (1584/5-1651): een kritische catalogus, Brussel, Verhandelingen van de Koninklijke Academie voor Wetenschappen, Letteren en Schone Kunsten van België, 1990.
- VAN DER STIGHELEN K. en VLIEGHE H., Cornelis de Vos (1584/5-1651) als historie-en genreschilder, Brussel, Verhandelingen van de Koninklijke Academie voor Wetenschappen, Letteren en Schone Kunsten van België, 1994.
- VAN DER STIGHELEN K. e.a., Portret van Jan Vekemans: Cornelis de Vos, Brussel, Koning Boudewijnstichting, 2006.

### Catalogi
- BALIS A., ‘Rubens en zijn atelier: een probleemstelling’, in: Rubens, een genie aan het werk, [tentoonstellingscatalogus], Brussel, KMSK, 14 september 2007-27 januari 2008, p. 30-51.
- DUBOIS H. en PEETERS N. ‘Het mythologisch decor van de Torre de la Parada’, in: Rubens, een genie aan het werk, [tentoonstellingscatalogus], Brussel, KMSK, 14 september 2007-27 januari 2008, p. 97-110.
- N.N., ‘Cornelis en Paulus de Vos: schilders van Hulst’, in: N.N., Cornelis en Paulus de Vos: schilders van Hulst [tentoonstellingscatalogus], Hulst, Stadhuis, 5 augustus – 11 september 1960.
- VAN DER SPRANG S., ‘De decoraties voor de Pompa Introitus Ferdinandi te Antwerpen in 1635’, in: Rubens, een genie aan het werk, [tentoonstellingscatalogus], Brussel, KMSK, 14 september 2007-27 januari 2008, p. 89-96.

### Artikelen
- VAN DER STIGHELEN K., Van <<marchant>> tot <<vermaertconterfeyter>>: het levensverhaal van Cornelis de Vos, in: jaarverslag Koninklijk Museum voor Schone Kunsten, Brussel, 1991.

- Bibliothèque nationale de France: cb12273750f (data)
- Biografisch Portaal: 40636487
- Catàleg d'autoritats de noms i títols de Catalunya: 981058510419906706
- Digitale Bibliotheek voor de Nederlandse Letteren: vos_199
- Gemeinsame Normdatei: 119055252
- International Standard Name Identifier: 0000 0000 8718 0075
- KulturNav: 1ea2e28d-ed3b-4bb1-8c8c-f4d10175cea3
- Library of Congress Control Number: nr92021137
- MusicBrainz: 1f7230cd-1d1d-4267-b5ed-17e632f8e76c
- National Gallery of Victoria: 18453
- Nederlandse Thesaurus van Auteursnamen: 087276747
- RKD-Nederlands Instituut voor Kunstgeschiedenis: 81876
- SNAC: w6f76xg0
- Système universitaire de documentation: 03154231X
- Union List of Artist Names: 500022702
- Virtual International Authority File: 88862647
- WorldCat: E39PBJfrPdT9cy9jpFTrDh6BT3